# Cabeza de Vaca (sitio arqueológico)
Cabeza de Vaca es un complejo arqueológico situado en el distrito de Corrales, provincia de Tumbes, departamento de Tumbes y cuenta con una extensión de 69.39 hectáreas. Está ubicado a 5 km de la ciudad de Tumbes.
Descrito en la literatura arqueológica como “Corrales”, “San Pedro de los Incas”, “Tumbes Antiguo” o “Cabeza de Huaca”, actualmente es un sitio emblemático para la identidad cultural de la Región.
A pesar de haber sido declarado como Patrimonio Cultural de la Nación en el año 2000, este complejo viene sufriendo un fuerte impacto por la expansión demográfica y agrícola en dicha zona. Debido a ello, Qhapaq Ñan – Sede Nacional se dedicó primero al diagnóstico e investigación de la zona, para luego enfocarse en la puesta en valor con la participación de la población directamente involucrada.
La apertura de la Huaca del Sol, principal estructura del complejo, otorga una fuente de identidad y progreso a los pobladores que participan en talleres y cursos de capacitación con el objetivo de involucrarlos en el manejo futuro del sitio.

## Descripción
Aunque la mayoría de sus estructuras actualmente se encuentran en ruinas y muchas de ellas han desaparecido, la investigación que viene desarrollando este proyecto ha permitido hacer una propuesta del antiguo núcleo urbano. Según las investigaciones fue el centro administrativo-ceremonial más importante de la zona norte durante la época prehispánica. Este monumento ocupa un lugar estratégico en el Qhapaq Ñan, se sitúa en el tramo inicial del Camino Inca de la Costa y a su vez se inicia la vía marítima para acceder al producto más valorado en el mundo andino: el Spondylus.
Su área arqueológica está constituida por una serie de estructuras de piedra y adobe, además de concentraciones superficiales de material cultural (fragmentos de cerámica, restos de moluscos, deshechos de talla y alimentos, restos óseos, instrumentos de piedra, etc.) que están distribuidos en toda su extensión. A partir de tales evidencias se definen sectores con diferencias de tipo funcional y jerárquico (administración, religioso y productivo).
Principales estructuras encontradas:
- Huaca del Sol: Estructura de mayor volumetría no solo en la zona arqueológica monumental, sino también en la región de Tumbes. Se trata de una pirámide trunca de adobe, erigida en tres niveles escalonados.
- Taller malacológico:  Está ubicado en una de las colinas situadas hacia el este de la Huaca del Sol. En su superficie se observa un gran cantidad de restos malacológicos (moluscos) tales como bivalvos (spondylus, anadara y ostrea) y caracolas (strombus, conus y melongena).
- Huacas menores: Conjunto de montículos cuyas plantas no superan los 40×30 metros y su altura oscila entre 3.8 y 1.5 metros. Están erigidos en la planicie que se extiende hacia el norte de la Huaca del Sol.
- Camino empedrado: Fue construido con canto rodado. Conectó la Huaca del Sol con la zona del litoral (playa hermosa-estero La Chepa). Hoy se encuentra casi destruido.
- Canal de irrigación: Cruzó la zona arqueológica de este a oeste, actualmente está casi destruido por la expansión urbana, vial y agrícola. Ya se han efectuado la señalización de la zona arqueológica, se ha cubierto y protegido las zonas de excavación y se ha iniciado la campaña de sensibilización con la población cercana.